# S/S Gustaf Wasa (1890)
Den här artikeln handlar om ett 1890 sjösatt ångfartyg som förliste 1936. För det 1876 byggda, sedan 1958 motoriserade ångfartyget på Siljan, se M/S Gustaf Wasa (1876).

S/S Gustaf Wasa var ett svenskt ångfartyg byggt av stål som efter att ha gått på Arköbådarna i grov sjö förliste 1936. Gustaf Wasa byggdes i England Sunderland av Blumer, John & Co. Fartyget togs i bruk sommaren 1890 och hette då SS Camperdown. Gustaf Wasa var när olyckan inträffade fullastad med kol och på väg från England till Norrköping.
Vraket som ligger på 25 meters djup är i ganska bra skick. Man har dock brutit upp delar av skeppet för att återanvända metallen. Aktern står skrovrätt upp fram till sista spantet i det aktre lastutrymmet, därefter ligger utspridda delar efter upphuggningen tillsammans med de stora ångpannorna. Fören ligger cirka 20−25 meter bort och pekar jämte däcket upp mot ytan.

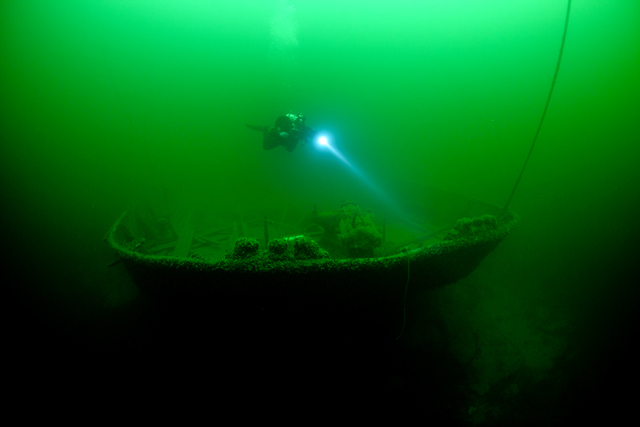
Gustaf Wasa akterifrån.
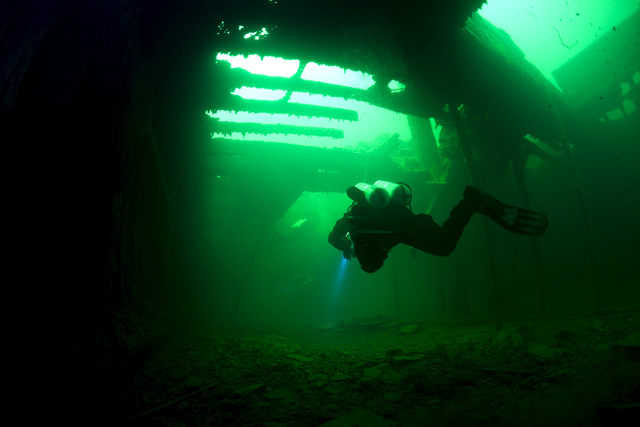
Gustaf Wasas aktre lastutrymme.
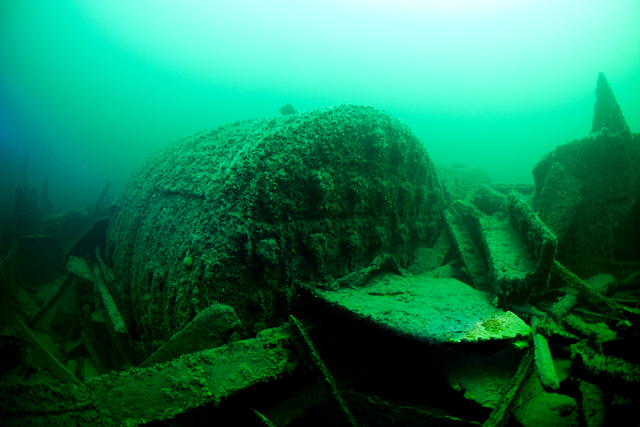
Gustaf Wasas ångpanna.
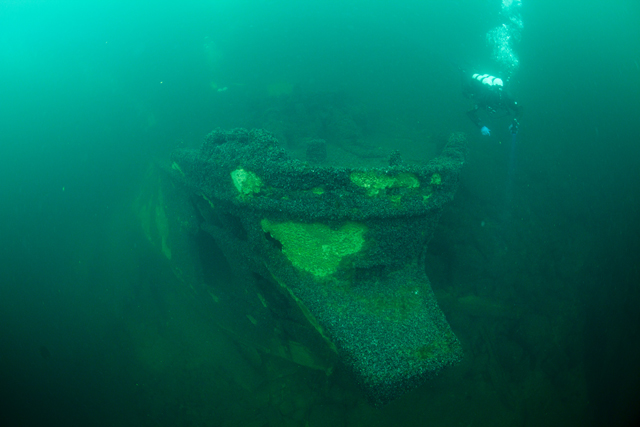
Gustaf Wasa, fören.
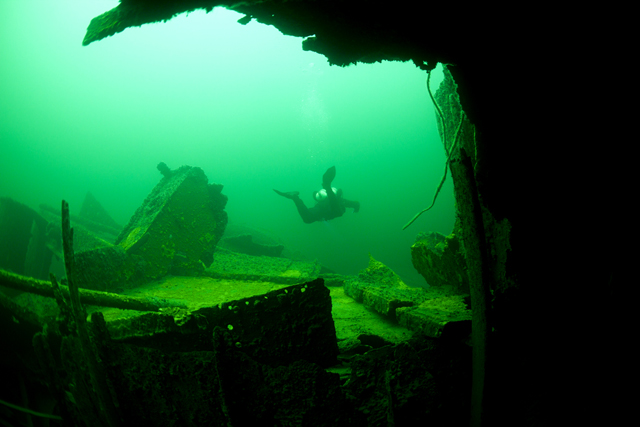
Gustaf Wasas aktre lastutrymme.
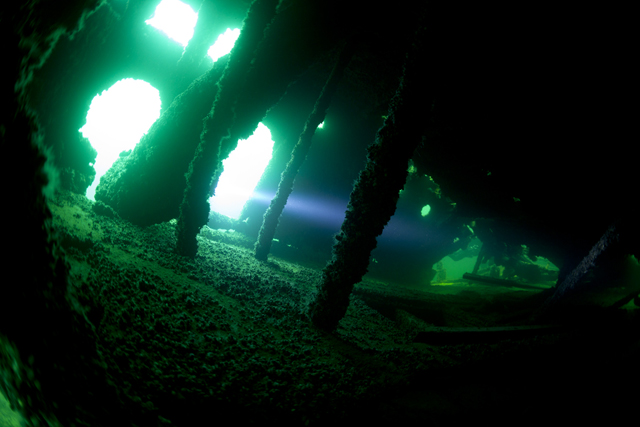
Gustaf Wasas förliga lastutrymme.